# Xylotrechus pulcher
Xylotrechus pulcher là một loài bọ cánh cứng trong họ Cerambycidae.